# کارولینا پرکاری
کارولینا پُرکاری (لهستانی: Karolina Porcari؛ زادهٔ ۱۵ اوت ۱۹۷۹) بازیگر اهل لهستان است. وی دانش‌آموختهٔ آکادمی ملی هنرهای نمایشی آ.س.ت. در کراکوف است.
از فیلم‌ها یا مجموعه‌های تلویزیونی که وی در آن‌ها نقش داشته‌است، می‌توان به مرگ کم‌اهمیت، بدون پنهان‌کاری، رازداری حرفه‌ای، نشانه‌گذاری‌شده، اِتِـر، تاج پادشاهان، مجرد، در خوشی و سختی، قانون حقیقی، رُز، پدر متیو، طایفه، رنگ‌های خوشبختی، ماگدا ام. و ع چون عشق اشاره نمود.